# Konrad IV. von Tann
Konrad IV. von Tann, auch von Thann oder von Dahn, (* ?; † 24. Dezember 1236, in Speyer) war von 1233 bis 1236 der 48. Bischof von Speyer.

## Familiäres Umfeld
Konrad entstammte der Familie von Dahn, die als bischöfliche Ministeriale in der südlichen Pfalz begütert waren. Die drei Burgen der Dahner Burgengruppe sowie Burg Neudahn waren als speyerische Lehen anfangs im ungeteilten Besitz der Familie.

## Leben

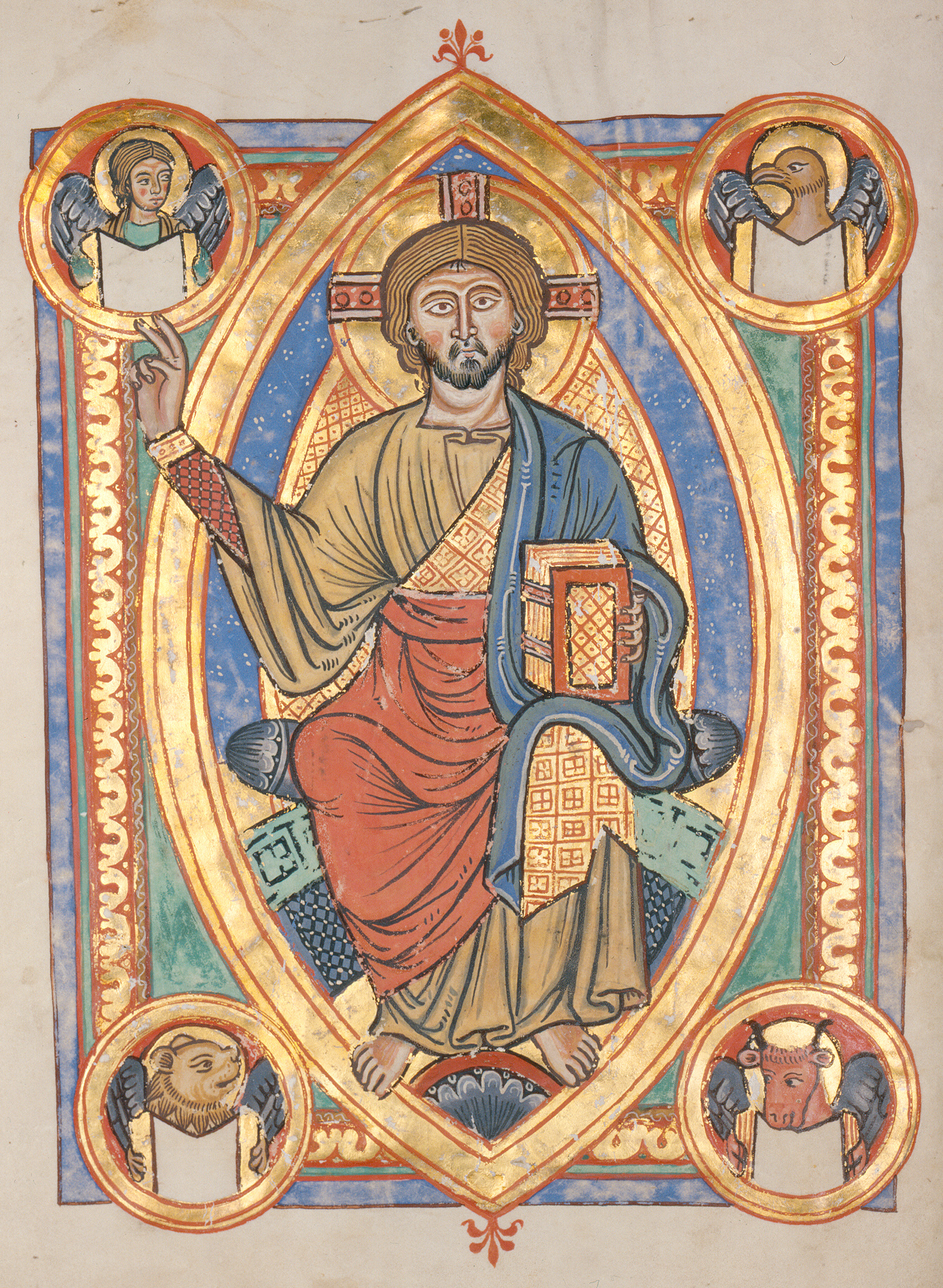
Christusdarstellung im Speyerer Evangelistar des Bischofs Konrad von Tann

Konrad von Dahn, Bruder des Burgherrn Friedrich I. von Dahn, war Domherr in Worms, Kustos von St. Cyriakus zu Worms-Neuhausen, sowie Propst der Stifte St. Andreas in Worms, Hl. Dreifaltigkeit und Allerheiligen zu Speyer. 1221 wurde er Domkustos in Speyer.
Die Dahner verfügten über enge Beziehungen zum Königshof Heinrichs VII. Ludwig Stamer schrieb in seiner „Kirchengeschichte der Pfalz“, dass Konrad von Dahn der „treueste Ratgeber“ Kaiser Heinrichs VII. gewesen sei.
1220/1221 war Konrad unter den Begleitern Konrads III. von Scharfenberg, des Bischofs von Speyer und Metz, auf dessen Italienreise, später im Gefolge des Königs. 1227 ging er als Vertreter der Reichsregierung nach England, um dort mit König Heinrich III. über ein Bündnis zu verhandeln und die Heirat des Königs mit einer Tochter des Königs von Böhmen zu vermitteln. Im gleichen Jahr erfolgte seine Ernennung zum Dompropst von Speyer.
Konrad von Dahn wurde am 10. Februar 1233 als Konrad IV. zum Bischof von Speyer gewählt und starb am Weihnachtsabend 1236. Sigmund Joseph Zimmern charakterisiert ihn in Wetzer und Welte’s Kirchenlexikon als: „ein Mann von großen Kenntnissen und hohem Ansehen“, der sich an zwei Synoden beteiligte, die sich gegen die strenge Ketzerverfolgung des Konrad von Marburg wendeten. Bischof Konrad IV. entsandte deshalb 1234 den Domscholaster Konrad von Speyer von Frankfurt nach Rom, um im Namen des Reiches bei Papst Gregor IX. Beschwerde über Konrad von Marburg zu führen. Ludwig Stamer erklärt, dass sich der Bischof „eingehend mit der Verwaltung seines Bistums beschäftigte, wie die von ihm erhaltenen Urkunden bezeugen“.
Als Kustos des Cyriakusstiftes Worms ließ Konrad von Tann um 1197 ein Evangelienbuch anfertigen, das er später mit nach Speyer nahm, als er dort Bischof wurde. Es befindet sich heute unter der Bezeichnung Speyerer Evangelistar oder Codex Bruchsaliensis 1 in der Badischen Landesbibliothek in Karlsruhe.

## Wappen
Das fürstbischöfliche Wappen ist üblicherweise geviert. Die Felder des Wappenschildes führen im Wechsel das Familienwappen derer von Tann und das Wappen des Bistums Speyer, ein silbernes Kreuz auf blauem Grund. Das Familienwappen derer von Tann sind drei silberne Adler (2:1) auf rotem Grund.